# Canton de Saint-Dié-des-Vosges-2
Cet article possède un paronyme, voir Canton de Saint-Dié-des-Vosges.
Le canton de Saint-Dié-des-Vosges-2 est une circonscription électorale française du département des Vosges.

## Histoire
Un nouveau découpage territorial des Vosges entre en vigueur à l'occasion des premières élections départementales suivant le décret du 27 février 2014. Les conseillers départementaux sont, à compter de ces élections, élus au scrutin majoritaire binominal mixte. Les électeurs de chaque canton élisent au Conseil départemental, nouvelle appellation du Conseil général, deux membres de sexe différent, qui se présentent en binôme de candidats. Les conseillers départementaux sont élus pour 6 ans au scrutin binominal majoritaire à deux tours, l'accès au second tour nécessitant 12,5 % des inscrits au 1er tour. En outre la totalité des conseillers départementaux est renouvelée. Ce nouveau mode de scrutin nécessite un redécoupage des cantons dont le nombre est divisé par deux avec arrondi à l'unité impaire supérieure si ce nombre n'est pas entier impair, assorti de conditions de seuils minimaux. Dans les Vosges, le nombre de cantons passe ainsi de 31 à 17.
Le canton de Saint-Dié-des-Vosges-2 est formé d'une fraction de Saint-Dié-des-Vosges et de communes des anciens cantons de Saint-Dié-des-Vosges-Est (15 communes), de Provenchères-sur-Fave (7 communes) et de Fraize (4 communes). Il est entièrement inclus dans l'arrondissement de Saint-Dié-des-Vosges. Le bureau centralisateur est situé à Saint-Dié-des-Vosges.

## Représentation
| Période élective | Période élective | Mandat | Mandat   | Identité                 | Nuance | Nuance | Qualité |
| ---------------- | ---------------- | ------ | -------- | ------------------------ | ------ | ------ | --- |
| 2015             | 2021             | 2015   | 2021     | Roland Bédel             |        | DVD    | Maire de Sainte-Marguerite (1991-2017) Questeur, ancien suppléant du député Gérard Cherpion (2002-2007)                                         |
| 2015             | 2021             | 2015   | 2021     | Caroline Privat          |        | DVD    | Adjointe au maire de Saint-Dié-des-Vosges 4e Vice-présidente, chargée de l’Autonomie                                                            |
| 2021             | 2028             | 2021   | en cours | Stéphane Demange         |        | MR     | Directeur d'école Maire de Ban-de-Laveline Conseiller communautaire de la Communauté d’Agglomération de Saint-Dié-des-Vosges                    |
| 2021             | 2028             | 2015   | en cours | Caroline Privat-Mattioni |        | DVD    | Cheffe d'entreprise Adjointe au maire de Saint-Dié-des-Vosges 1re Vice-présidente, chargée de la jeunesse, la culture, les collèges et le sport |

### Résultats détaillés

#### Élections de mars 2015
À l'issue du 1er tour des élections départementales de 2015, deux binômes sont en ballottage : Roland Bedel et Caroline Privat (DVD, 43,31 %) et Nathalie Tomasi et Sébastien Tomaso (FN, 30,46 %). Le taux de participation est de 53,23 % (9 761 votants sur 18 338 inscrits) contre 52,67 % au niveau départemental et 50,17 % au niveau national.
Au second tour, Roland Bedel et Caroline Privat (DVD) sont élus avec 66,06 % des suffrages exprimés et un taux de participation de 52,86 % (5 782 voix pour 9 694 votants et 18 338 inscrits).

#### Élections de juin 2021
Le premier tour des élections départementales de 2021 est marqué par un très faible taux de participation (33,26 % au niveau national). Dans le canton de Saint-Dié-des-Vosges-2, ce taux de participation est de 31,47 % (5 629 votants sur 17 887 inscrits) contre 33,12 % au niveau départemental. À l'issue de ce premier tour, deux binômes sont en ballottage : Stéphane Demange et Caroline Privat Mattioni (DVD, 52,23 %) et Yohann Marin et Pascale Talamona (RN, 26,45 %).
Le second tour des élections est marqué une nouvelle fois par une abstention massive équivalente au premier tour. Les taux de participation sont de 34,36 % au niveau national, 33,77 % dans le département et 33,26 % dans le canton de Saint-Dié-des-Vosges-2. Stéphane Demange et Caroline Privat Mattioni (DVD) sont élus avec 71,72 % des suffrages exprimés (3 880 voix pour 5 949 votants et 17 888 inscrits),,.

## Composition
| Nom                                          | Code Insee | Intercommunalité           | Superficie (km2) | Population (dernière pop. légale)               | Densité (hab./km2) | Modifier                                    |
| -------------------------------------------- | ---------- | -------------------------- | ---------------- | ----------------------------------------------- | ------------------ | ------------------------------------------- |
| Saint-Dié-des-Vosges (bureau centralisateur) | 88413      | CA de Saint-Dié-des-Vosges | 46,15            | Fraction : 7 842 (2022) Commune : 19 324 (2022) | 419                | modifier les données · modifier les données |
| Ban-de-Laveline                              | 88032      | CA de Saint-Dié-des-Vosges | 26,45            | 1 163 (2022)                                    | 44                 | modifier les données · modifier les données |
| Bertrimoutier                                | 88054      | CA de Saint-Dié-des-Vosges | 3,72             | 312 (2022)                                      | 84                 | modifier les données · modifier les données |
| Le Beulay                                    | 88057      | CA de Saint-Dié-des-Vosges | 2,40             | 90 (2022)                                       | 38                 | modifier les données · modifier les données |
| Coinches                                     | 88111      | CA de Saint-Dié-des-Vosges | 5,69             | 349 (2022)                                      | 61                 | modifier les données · modifier les données |
| Combrimont                                   | 88113      | CA de Saint-Dié-des-Vosges | 5,21             | 137 (2022)                                      | 26                 | modifier les données · modifier les données |
| La Croix-aux-Mines                           | 88120      | CA de Saint-Dié-des-Vosges | 16,80            | 456 (2022)                                      | 27                 | modifier les données · modifier les données |
| Entre-deux-Eaux                              | 88159      | CA de Saint-Dié-des-Vosges | 8,47             | 509 (2022)                                      | 60                 | modifier les données · modifier les données |
| Frapelle                                     | 88182      | CA de Saint-Dié-des-Vosges | 4,55             | 199 (2022)                                      | 44                 | modifier les données · modifier les données |
| Gemaingoutte                                 | 88193      | CA de Saint-Dié-des-Vosges | 3,90             | 152 (2022)                                      | 39                 | modifier les données · modifier les données |
| La Grande-Fosse                              | 88213      | CA de Saint-Dié-des-Vosges | 6,79             | 130 (2022)                                      | 19                 | modifier les données · modifier les données |
| Lesseux                                      | 88268      | CA de Saint-Dié-des-Vosges | 2,94             | 138 (2022)                                      | 47                 | modifier les données · modifier les données |
| Lubine                                       | 88275      | CA de Saint-Dié-des-Vosges | 14,85            | 245 (2022)                                      | 16                 | modifier les données · modifier les données |
| Lusse                                        | 88276      | CA de Saint-Dié-des-Vosges | 19,49            | 361 (2022)                                      | 19                 | modifier les données · modifier les données |
| Mandray                                      | 88284      | CA de Saint-Dié-des-Vosges | 12,36            | 590 (2022)                                      | 48                 | modifier les données · modifier les données |
| Nayemont-les-Fosses                          | 88320      | CA de Saint-Dié-des-Vosges | 8,91             | 776 (2022)                                      | 87                 | modifier les données · modifier les données |
| Neuvillers-sur-Fave                          | 88326      | CA de Saint-Dié-des-Vosges | 5,12             | 357 (2022)                                      | 70                 | modifier les données · modifier les données |
| Pair-et-Grandrupt                            | 88341      | CA de Saint-Dié-des-Vosges | 4,58             | 491 (2022)                                      | 107                | modifier les données · modifier les données |
| La Petite-Fosse                              | 88345      | CA de Saint-Dié-des-Vosges | 5,04             | 84 (2022)                                       | 17                 | modifier les données · modifier les données |
| Provenchères-et-Colroy                       | 88361      | CA de Saint-Dié-des-Vosges | 19,13            | 1 299 (2022)                                    | 68                 | modifier les données · modifier les données |
| Raves                                        | 88375      | CA de Saint-Dié-des-Vosges | 4,02             | 480 (2022)                                      | 119                | modifier les données · modifier les données |
| Remomeix                                     | 88386      | CA de Saint-Dié-des-Vosges | 4,73             | 435 (2022)                                      | 92                 | modifier les données · modifier les données |
| Saint-Léonard                                | 88423      | CA de Saint-Dié-des-Vosges | 14,57            | 1 379 (2022)                                    | 95                 | modifier les données · modifier les données |
| Sainte-Marguerite                            | 88424      | CA de Saint-Dié-des-Vosges | 5,55             | 2 253 (2022)                                    | 406                | modifier les données · modifier les données |
| Saulcy-sur-Meurthe                           | 88445      | CA de Saint-Dié-des-Vosges | 16,37            | 2 319 (2022)                                    | 142                | modifier les données · modifier les données |
| Wisembach                                    | 88526      | CA de Saint-Dié-des-Vosges | 11,30            | 428 (2022)                                      | 38                 | modifier les données · modifier les données |
| Canton de Saint-Dié-des-Vosges-2             | 8814       |                            |                  | 22 974 (2022)                                   |                    | modifier les données                        |

Lors de sa création, le canton de Saint-Dié-des-Vosges-2 comprenait vingt-six communes entières et une partie de la commune de Saint-Dié-des-Vosges.
À la suite de la fusion, au 1er janvier 2016, de Provenchères-sur-Fave et Colroy-la-Grande pour former la commune nouvelle de Provenchères-et-Colroy, il comprend désormais :
1. vingt-cinq communes entières,
2. la partie de la commune de Saint-Dié-des-Vosges non incluse dans le canton de Saint-Dié-des-Vosges-1, à savoir la partie située à l'est d'une ligne définie par l'axe des voies et limites suivantes : depuis la limite territoriale de la commune de Sainte-Marguerite, ligne de chemin de fer d'Epinal à Rothau, gare SNCF, place Pierre-Semard, rue Gambetta, rue Thiers, place du Général-de-Gaulle, quai du Torrent, avenue de Robache (route départementale 49), chemin de la ferme d'Ortimont et son prolongement jusqu'à l'extrémité du chemin rural du Dessus-de-l'Orme, chemin rural du Dessus-de-l'Orme, route forestière de la Bure et son prolongement, jusqu'à la limite territoriale de la commune d'Hurbache.

## Démographie
En 2022, le canton comptait 22 974 habitants, en évolution de −3,52 % par rapport à 2016 (Vosges : −2,96 %, France hors Mayotte : +2,11 %).
| 2013   | 2018   | 2022   |
| ------ | ------ | ------ |
| 24 938 | 23 709 | 22 974 |